# Johannes Theodor Schmalhausen
Johannes Theodor Schmalhausen (translitera al cirílico ruso Шмальгаузен, Иван Фёдорович ( 1849 – 1894) fue un botánico ruso, conocido por sus estudios de la flora de Europa Oriental

## Publicaciones
- Beiträge zur Kenntniss der Milchsaftbehälter der Pflanzen, 1877.
- Beiträge zur Jura-Flora Russlands, 1879.
- Beiträge zur Tertiärflora Süd-West-Russlands, 1883.
- Tertiäre Pflanzen der Insel Neusibirien, 1890.[4]

- La abreviatura «Schmalh.» se emplea para indicar a Johannes Theodor Schmalhausen como autoridad en la descripción y clasificación científica de los vegetales.[5]